# Szczokoty
Szczokoty – dawna wieś. Tereny, na których leżała, znajdują się obecnie na Białorusi, w obwodzie mińskim, w rejonie miadzielskim, w sielsowiecie Miadzioł.
Dawniej używana nazwa – Szczekoty.

## Historia
W czasach zaborów w granicach Imperium Rosyjskiego.
W dwudziestoleciu międzywojennym wieś leżała w Polsce, w województwie wileńskim, w powiecie duniłowickim (od 1926 postawskim), w gminie Mańkowicze (od 1927 gmina Hruzdowo).
Według Powszechnego Spisu Ludności z 1921 roku zamieszkiwało tu 25 osób, 11 było wyznania rzymskokatolickiego, a 14 prawosławnego. Jednocześnie 20 mieszkańców zadeklarowało polską przynależność narodową, a 5 białoruską. Było tu 5 budynków mieszkalnych. W 1931 w 14 domach zamieszkiwały 74 osoby.
Miejscowość należała do parafii rzymskokatolickiej w Miadziole i prawosławnej w Mańkowiczach. Podlegała pod Sąd Grodzki w Postawach i Okręgowy w Wilnie; właściwy urząd pocztowy mieścił się w Mańkowiczach.
W 1938 roku wieś należała do gromady Łotwa gminy Hruzdowo.